# Cyclophora pandularia
Cyclophora pandularia är en fjärilsart som beskrevs av Fabricius 1798. Cyclophora pandularia ingår i släktet Cyclophora och familjen mätare. Inga underarter finns listade i Catalogue of Life.